# Cyprien Renaudin
Pour les articles homonymes, voir Renaudin.
Mathieu-Cyprien Renaudin  est un officier de marine français, né à Saint-Denis-d'Oléron le 27 mars 1757, et mort dans la même ville le 14 février 1836 .

## Biographie
Mathieu-Cyprien Renaudin est le cousin de Jean François Renaudin. 
Il a commencé une carrière militaire dans le régiment de Foix. Il est devenu marin en 1781, matelot sur la Dorade. En 1781-1782, il est capitaine d'armes sur la Ménagère. Dans les deux premiers mois de 1783, il est volontaire sur le Mulet. Entre juillet 1783 et juin 1791, il navigue au commerce pour les colonies, sur les côtes de Guinée et à Saint-Domingue. En 1792, il se retrouve enseigne de vaisseau sur la corvette de 20 canons la Perdrix. Il est lieutenant de vaisseau en second sur la frégate Andromaque  commandée par Jean François Renaudin qui a participé à des combats contre un vaisseau de ligne et quatre frégates espagnoles, du 13 mai 1793 au 25 février 1794.
Le 26 février 1794, il est nommé officier en second sur le vaisseau de 74 canons Le Vengeur du Peuple sous les ordres de son cousin. Son fils est mousse sur ce navire. Ce vaisseau fait partie de la division de l'Océan placée sous le commandement de Louis Thomas Villaret-Joyeuse. Il participe à la bataille du 13 prairial an II. Il a coulé avec le vaisseau mais a été recueilli et fait prisonnier par les Anglais. Il est nommé capitaine de vaisseau le 29 juin 1795.
De mars à juin 1799, il accompagne à Naples le contre-amiral Renaudin.
Du 15 septembre au 11 décembre 1799, il a le commandement de l'Égyptienne qui doit se rendre à Alexandrie. Il est relevé de son commandement après avoir armé la frégate.
Le 12 décembre 1799, il est à Toulon capitaine de pavillon du contre-amiral Perrée sur Le Généreux, vaisseau de 74 canons. Le vaisseau fait partie de la division qui devait briser le blocus de l'île de Malte par les vaisseaux anglais de l'amiral Nelson et approvisionner l'île. Le convoi a pu appareiller le 26 janvier 1800, mais Le Généreux ayant démâté, il a dû revenir à Toulon. Il a repris la mer le 6 février. Il est devant Lampedusa le 18 où il va rencontrer les premiers vaisseaux anglais. Le nombre de vaisseaux anglais augmenta. Le combat contre trois vaisseaux anglais et une frégate a commencé à 15h15, à 16h30, Le Généreux est canonné. À 5h30, la défense étant considérée comme inutile, le pavillon a été amené. Pendant la bataille du convoi de Malte, le contre-amiral Perrée a reçu un boulet qui lui a emporté la cuisse. Il meurt le soir même. Le capitaine Renaudin a été gardé prisonnier jusqu'en mai 1800. Il a comparu devant le conseil de guerre qui l'a déclaré non coupable.
Bonaparte, alors premier consul, n'appréciait pas Renaudin. Il l'a fait mettre en réforme le 23 septembre 1800 avec un traitement de 1 500 francs, réduit à 1 200 francs en l'an XII, puis mis à la retraite en 1817 avec 787 francs. Il s'est alors retiré à Saint-Denis, sur l'île d'Oléron. En 1826, il a demandé qu'on répare l'injustice qu'on lui avait fait en 1817.

## Famille
La famille Renaudin est à Oléron depuis le XVIIe siècle, et à Saint-Pierre. On retrouve les Renaudin parmi les noms des protestants qui abjurent après la révocation de l'édit de Nantes,, d'autres ont préféré se réfugier aux Pays-Bas.
- Jehan Renaudin (1590-1656) marié à Françoise Perrocheau (vers 1590-1639)
  - Jean/Jehan Renaudin, né en 1622, mort en 1666 à Saint-Pierre-d'Oléron, notaire royal, juge sénéchal de la baronnie de Chassiron, marié en premières noces, en 1637, à Marthe Guibaud (1617-1647)
    - Samuel Renaudin (1642-1705) procureur fiscal de la baronnie de Chassiron et sergent des baronnies d'Oléron, marié en 1662 à Élisabeth Chauvet, il achète en 1677 une maison dont a hérité sa fille,
      - Samuel Renaudin (1663- ), notaire et postullant en la baronnie d'Oléron
      - Élisabeth Renaudin
      - Jeanne Renaudin
      - Judith Renaudin (Saint-Pierre-d'Oléron 1668 - Leyde 1731), grand-tante de Pierre Loti,

    - Esther Renaudin (1644- ) mariée en 1664 à Jacques Fresnau

  - Jean/Jehan Renaudin marié en secondes noces avec Marie Robilin (-1673)
    - François Renaudin (1649-1702) marié en 1690 avec Marie Panisseau (†1711)
      - François Renaudin (1690-1736) marié en 1711 avec Jeanne Normand (1685-vers 1750)
        - Angélique Renaudin (1711-1756) mariée en 1750 avec Jean Jacques Thibault (1697-1761)
        - François Renaudin (1720- ) marié avec Élisabeth Thibault (1728-)
          - Jean François Renaudin (1750-1809), contre-amiral
            - une fille

        - Mathieu Renaudin (1722-1779) marié à Marie Touzeau (-1794)
          - Mathieu Cyprien Renaudin (1757-1836), capitaine de vaisseau, marié en premières noces, en 1783 avec Marie Compère[5]
            - Mathieu Cyprien Renaudin, mort en bas âge,
            - Cyprien-Célestin Renaudin (1785-1852), mousse à bord du Vengeur du Peuple, médecin de marine, puis médecin et maire du Gua, sans postérité
            - Claire Renaudin, marié à Massé, officier de santé, morte à Saint-Denis
            - Mathieu-Cyprien Renaudin, né le 23 ventôse an II
            - Alexis Renaudin, né le 15 février 1789, il est parti s'installer pour l'île Maurice où il a épousé une Anglaise,
            - Guillaume-Gabriel Renaudin, né le 21 octobre 1790, comme son frère,  il est parti s'installer pour l'île Maurice où il a épousé une Anglaise, où il est mort à Port-Louis le 30 mai 1842

          - Mathieu Cyprien Renaudin (1757-1836), marié en secondes noces, en 1814, à Julie Besnard
            - Numa-Charles-Stanislas Renaudin (1815-) marié en 1838 avec Eugénie Rulland
              - Marie Renaudin (1849- ) mariée en 1882 à Pierre Dupont, médecin principal de la marine à Rochefort

    - Jean Renaudin (1651-1700), marchand à Dolus, marié en 1672, au temple de Marennes, avec Marie Seguin
      - Jean Renaudin (1674- )
      - Esther Renaudin (1677-), elle abjure en 1700

    - Élisabeth Renaudin (1651-1692)

  - Tibaut Renaudin (1631- )